# Super Bowl II
Super Bowl II – był drugim Finałem o Mistrzostwo Świata AFL-NFL w zawodowym futbolu amerykańskim, rozegranym 14 stycznia 1968, na stadionie Orange Bowl Stadium, w Miami, w stanie Floryda.
Mistrzowie ligi NFL, drużyna Green Bay Packers, uzyskując wynik 33–14 pokonała mistrzów ligi AFL, drużynę Oakland Raiders, dzięki czterem kopom z pola Dona Chandlera. Walnie do zwycięstwa przyczynił się także Herb Adderly swoim 60-jardowym biegiem po przechwyceniu i przyłożeniem.
Bart Starr, rozgrywający zespołu z Green Bay, zdobył drugi tytuł MVP po tym, gdy celnie podał 13 razy na 24 rzuty, co pozwoliło na uzyskanie 202 jardów pola i doprowadziło do jednego przyłożenia.
W obu drużynach wystąpili zawodnicy polskiego pochodzenia- w Packers Bob Skoronski, Ron Kostelnik, Zeke Bratkowski, Jim Grabowski; w Raiders Pete Banaszak, Ted Kwalick oraz John Matuszak.

## Literatura
- 2006 NFL Record and Fact Book, Time Inc. Home Entertainment, ISBN 1-933405-32-5
- Harper Collins, Total Football II: The Official Encyclopedia of the National Football League, ISBN 1-933405-32-5
- The Sporting News Complete Super Bowl Book 1995, ISBN 0-89204-523-X